# Gud, du andas genom allt
Gud, du andas genom allt är en psalm vars text är skriven av Ylva Eggehorn 1991. Musik är skriven 1991 av Fredrik Sixten.

## Publicerad i
- Psalmer i 90-talet som nr 870 under rubriken "Gemenskapen med Gud och Kristus"
- Psalmer i 2000-talet som nr 947 under rubriken "Gemenskapen med Gud och Kristus"
- Sång i Guds värld Tillägg till Svensk psalmbok för den evangelisk-lutherska kyrkan i Finland 2015 under rubriken "Mysteriet".